# Sułtanat Zanzibaru
Sułtanat Zanzibaru (suahili Usultani wa Zanzibar, arab. ‏سلطنة زنجبار‎) – historyczne państwo w Afryce Wschodniej ze stolicą w mieście Zanzibar.

## Historia
W roku 1698 Zanzibar stał się częścią zamorskich posiadłości Omanu przechodząc pod kontrolę sułtana Omanu. W 1832 lub 1840 (różne źródła podają różne daty), sułtan Said ibn-Sultan przeniósł stolicę z Maskatu w Omanie do Zanzibaru (Stone Town) i wprowadził tam arabskie rządy. Wykorzystując pracę niewolników rozwinął plantacje goździków. Handel Zanzibaru powoli przechodził w ręce kupców pochodzących z subkontynentu indyjskiego, których sułtan zachęcał do osiedlania się na wyspie. Sułtanat obejmował dwie główne wyspy archipelagu Zanzibar: Pembę i Unguję, ale nigdy nie sięgał do Mafi – trzeciej z głównych wyspy archipelagu. Terytorium sułtanatu obejmowało również linię brzegową rozciągającą się od północy Mozambiku do dzisiejszych terytoriów Tanzanii, Kenii, południowej Somalii i Komorów.
Na początku swojego istnienia Zanzibar zasłynął z upraw goździków i handlu niewolnikami z Afryki. Po śmierci sułtana w roku 1856, dwóch z jego synów Majid ibn-Said i Thuwaini ibn-Said toczyło walkę o przejęcie władzy. W rezultacie Zanzibar i Oman stały się oddzielnymi księstwami. Thuwaini został sułtanem Omanu, a Majid został sułtanem Zanzibaru. Podczas 14-letniego panowania Majid skupił się na rozwoju wschodnioafrykańskiego rynku handlu niewolnikami. Jego następca Barghash ibn-Said zaczął ograniczać handel niewolnikami w Zanzibarze i rozwijać infrastrukturę kraju. Trzeci sułtan Khalifa ibn-Said również poparł rozwój kraju w kierunku zniesienia niewolnictwa. Do 1886 sułtan Zanzibaru kontrolował znaczącą część wschodnioafrykańskiego wybrzeża znanego jako Zanj (arab. زنج, ang. Land of the Blacks lub Land of the Negroes) oraz szlaki handlowe rozciągające się w głąb kontynentu, aż do Kindu nad rzeką Kongo. W tym samym roku Anglicy i Niemcy porozumieli się i w ciągu następnych kilku lat większość kontynentalnych posiadłości sułtanatu została przejęta przez europejskie władze imperialne.
Wraz z podpisaniem w roku 1890 anglo-niemieckiej umowy (Traktat Helgoland-Zanzibar) podczas panowania Alego ibn-Saida, Zanzibar stał się brytyjskim protektoratem. Niepodległość odzyskał 10 grudnia 1963. 12 stycznia 1964 wybuchła rewolucja, w wyniku której obalono sułtana i proklamowano Ludową Republikę Zanzibaru i Pemby. 26 kwietnia 1964 roku państwo to utworzyło wraz z Tanganiką Zjednoczoną Republikę Tanzanii.

## Sułtani Zanzibaru
- Sa’id ibn Sultan – 14 września 1806 – 19 października 1856 (jako sułtan Omanu i Zanzibaru)

1. Madżid ibn Sa’id – 19 października 1856 – 7 października 1870
2. Barghasz ibn Sa’id – 7 października 1870 – 26 marca 1888
3. Chalifa ibn-Said – 26 marca 1888 – 13 lutego 1890
4. Ali ibn Sa’id – 13 lutego 1890 – 5 marca 1893
5. Hamad ibn Suwajni – 5 marca 1893 – 25 sierpnia 1896
6. Chalid ibn Barghasz – 25 sierpnia – 27 sierpnia 1896
7. Hamud ibn-Muhammad – 27 sierpnia 1896 – 18 lipca 1902
8. Ali ibn Hammud – 18 lipca 1902 – 8 grudnia 1911
9. Chalifa ibn Harub – 9 grudnia 1911 – 9 października 1960
10. Abd Allah ibn Chalifa – 9 października 1960 – 1 lipca 1963
11. Dżamszid ibn Abd Allah – 1 lipca 1963 – 12 stycznia 1964